# Gregory La Cava
Gregory La Cava, född 10 mars 1892 i Towanda, Pennsylvania, död 1 mars 1952 i Malibu, Kalifornien, var en amerikansk filmregissör och animatör.
Han har en stjärna på Hollywood Walk of Fame vid adress 6906 Hollywood Blvd.

## Filmregi, urval
- 1926 – Förföljd av lyckan
- 1926 – Utkastaren från nattklubben
- 1928 – Nästan gift
- 1928 – Känn mig på pulsen
- 1935 – Enskilt område
- 1935 – Hon gifte sig med chefen
- 1936 – Godfrey ordnar allt
- 1937 – Förbjuden ingång
- 1940 – Den smala vägen
- 1941 – Gift i misshugg
- 1942 – Ung dam i knipa